# Phạm Tử Nghi
Phạm Tử Nghi (范子儀, 1509 -1551) là một võ tướng dưới triều đại nhà Mạc.
Phạm Tử Nghi là con ông Phạm Hành (mất sớm) và bà Nguyễn Thị Bèo, (bà người huyện Nghi Dương, nay là Kiến Thụy); tên húy là Thành, người giáp Tứ Dương, xã An Dương, tổng An Dương. Sang thời Mạc tách ra thành Niệm Xá (tức hương Niệm), tổng An Dương, đến cuối thời Lê trung hưng đủ cơ số dân thành xã Vĩnh Niệm, tổng An Dương, huyện An Dương, phủ Kinh Môn, trấn Hải Dương. Vào thời nhà Nguyễn thì phát triển thành 4 giáp, sau là 4 xã (làng): Niệm Nghĩa, Nghĩa Xá, Đôn Nghĩa và giáp chính Vĩnh Niệm – nay là phường Niệm Nghĩa, Nghĩa Xá và Vĩnh Niệm thuộc quận Lê Chân, thành phố Hải Phòng, Việt Nam. Ông sinh ra tại giáp Nghĩa Xá, an táng tại giáp Đôn Nghĩa.

## Thiên lôi
Phạm Tử Nghi là người có sức khoẻ phi thường, được dân làng gọi là Thiên lôi.
Phạm Tử Nghi từng đắp con đê dài khoảng 3 dặm, lại đặt 2 ụ đất cao 5 thước ở hai đầu trên mặt đê; sau đó ông cầm gậy chạy đến chỗ ụ đất hét đánh một cái thì quét sạch đất. Đến thời Nguyễn, đê vẫn còn, hằng năm dân sở tại bồi đắp đê để ngăn nước mặn. Theo Đại Nam nhất thống chí, con đường gần chỗ Phạm Tử Nghi đắp đê xưa kia, ở địa phận xã An Dương và Niệm Xá, gọi là đường Thiên Lôi mang biệt hiệu của ông. Đường Thiên Lôi hiện nay kéo dài từ ngã ba Trần Nguyên Hãn - đến tận Cầu Rào với chiều dài hơn 4 km.

## Phò Mạc Chính Trung
Phạm Tử Nghi lớn lên giữa lúc nhà Hậu Lê đổ nát vì chính trường và loạn lạc. Năm 1527, Mạc Đăng Dung giành ngôi nhà Hậu Lê. Đầu thời Mạc ông đỗ khoa thi võ quan và nhờ vào tài năng xuất chúng, Phạm Tử Nghi được nhà Mạc thu dụng, là võ tướng có tài, sau làm phò mã vua Mạc Đăng Doanh,  được ban tước Tứ Dương hầu và dần dần được cất nhắc làm tới chức Thái uý.
Năm 1533, Nguyễn Kim tái lập nhà Hậu Lê, tạo thành thế đối lập Nam – Bắc với nhà Mạc.
Tháng 6 năm 1546, Mạc Hiến Tông mất, con ruột là Mạc Phúc Nguyên còn nhỏ tuổi. Hoàng thân Mạc Kính Điển (em Hiến Tông) cùng thái sư Nguyễn Kính muốn tôn lập Mạc Phúc Nguyên nhưng Phạm Tử Nghi phản đối. Ông cho rằng:
Hiện nay trong nước đang lúc nhiều nạn, nên lập vua lớn tuổi. Hoằng vương Chính Trung đã nhiều phen cầm quân và thường thắng trận, vậy xin dựng lên ngôi. (Theo Gia phả nhà Mạc được khắc trên bia đá tại Cổ Trai thì bố Mạc Chính Trung mới là con của Mạc Đăng Dung)
Phe Mạc Kính Điển và Nguyễn Kính không chấp thuận ý đó của ông, bởi thế trong triều nảy sinh mâu thuẫn. Phạm Tử Nghi bèn cùng Mạc Văn Minh (cháu Mạc Đăng Dung) đưa Mạc Chính Trung về Hoa Dương, huyện Ngự Thiên, đạo Hải Dương, nay thuộc huyện Hưng Hà (nay là Thái Bình) sinh sống. Sau thời gian ngắn Mạc Chính Trung không thể cạnh tranh với ngôi vương được, phải chuyển ra đạo An Bang (Quảng Ninh ngày nay) sinh sống.

## Đánh phá Trung Quốc
Vì bất đồng với triều đình, Mạc Chính Trung và Mạc Văn Minh cùng gia thuộc chạy sang đất Khâm châu quy phục nhà Minh, còn Tử Nghi thu thập quân ra châu Vạn Ninh và Vân Đồn. Chính Trung muốn nương nhờ Trung Quốc nhưng Tử Nghi phản đối chủ trương dựa vào Trung Quốc, ông bèn nảy ý định đánh phá Lưỡng Quảng và đòi lại Chính Trung.
Trước tình thế Chính Trung đã ở trong tay người Minh, ông bèn phao tin rằng Mạc Phúc Nguyên đã chết và muốn đón Chính Trung về nối ngôi. Sau đó Phạm Tử Nghi mang quân đánh phá Khâm châu và Liêm châu.
Minh sử ghi nhận: "Mạn Lĩnh Hải náo động". Theo Đại Việt Sử ký Toàn thư: "Tử Nghi trốn vào đất Minh, thả quân đi bắt người cướp của ở Quảng Đông, Quảng Tây, người Minh không thể kìm chế được"

## Kết cục
Sử sách chép về cái chết của ông khá sơ lược. Theo Đại Việt Sử ký Toàn thư, việc Phạm Tử Nghi đánh phá Trung Quốc khiến nhà Minh sai người sang trách nhà Mạc. 
Theo danh sỹ Phan Kế Bính thời nhà Nguyễn thì: "Tử Nghi ở trấn vài năm, dẹp tan đám giặc cỏ, có tiếng lừng lẫy cả Bắc triều. Sau này nhân dẹp giặc, phá lây đến các tỉnh ven Tàu. Tàu đưa hịch sang trách đến triều đình nước Nam. Tử Nghi đến dinh quan Tổng đốc Quảng Đông, xin chịu tội để cho yên tâm vua nước mình. Người Tàu đem Tử Nghi ra hành tội, rồi bỏ đầu lâu và thây vào một cái hòm, che một cái lọng, thả xuống sông cho trôi về nước Nam"
Sử sách chép không thống nhất về thời gian chết của Phạm Tử Nghi. Theo Đại Việt Sử ký Toàn thư, ông bị hại vào năm 1551; theo Đại Việt thông sử thì ông mất năm 1549.
Theo Ngọc phả Nam Hải đại vương thì ông mất ngày 14 tháng 9 âm lịch niên hiệu Diên Thành đời Mạc Mậu Hợp (1578-1585). Dân làng quê hương ông vẫn lấy ngày 14 tháng 9 âm lịch là ngày giỗ Phạm Tử Nghi.
Theo Minh thực lục, đầu tháng 11 năm 1551, quan tổng đốc Lưỡng Quảng là Âu Dương Tất Tiến (Ou-yang Bi-jin - (歐陽必進) theo lệnh đã tặng thưởng cho người của Mạc Phúc Nguyên vì giúp bắt giữ Phạm Tử Nghi. Sử nhà Minh cũng cho biết Mạc Phúc Nguyên giết và mang đầu Tử Nghi mang sang cho nhà Minh.

## Tưởng nhớ
Dù là tướng phục vụ nhà Mạc, vương triều đối nghịch với nhà Lê thắng trận sau này và bị coi là nguỵ triều, Phạm Tử Nghi vẫn được các triều đại Lê, Nguyễn sắc phong.
Phạm Tử Nghi được một số xã (làng) tại thành phố Hải Phòng thờ là thành hoàng gồm: Vĩnh Niệm, Đôn Nghĩa, Nghĩa Xá, Niệm Nghĩa (quận Lê Chân), An Dương,… 
Ngoài ra ông còn được thờ tại đền Kiến Ốc, xã Khánh Trung, đền Hải Đức trên bờ đê sông Đáy thuộc xã Khánh Thiện, huyện Yên Khánh, tỉnh Ninh Bình. Khi đang làm tướng quân, Phạm Tử Nghi thường cho quân sỹ giúp nhân dân khai sông, đắp đê nên sau khi nghe tin ông mất, dân làng Kiến Ốc lập đền thờ trên khu đất ông đóng quân khi xưa, tôn ông làm Phúc thần bản cảnh, duệ hiệu... Tương truyền, ông thường hiển linh giúp nhân dân nơi đây chống đỡ thiên tai lũ lụt. Tại Đền Kiến Ốc còn lưu giữ câu đối ca ngợi ông:
Tứ Dương truyền ngọc tích thiên thu từ miếu túc thanh cao
Lưỡng Quảng phân kim qua bách chiến sơn hà dư tráng liệt.
Tạm dịch là:
Tứ Dương truyền dấu ngọc nghìn năm, đền miếu cung kính thanh cao
Lưỡng Quảng (Quảng Đông, Quảng Tây) động giáo vàng trăm trận non sông còn vang tráng liệt.
Hay tại miếu Phạm Tử Nghi tại cống Lưu Khê, xã Liên Hòa, thị xã Quảng Yên, tỉnh Quảng Ninh. Hay tại miếu Vu Linh (làng Yên Đông, phường Yên Hải), phối thờ tại đình Quỳnh Biểu (phường Liên Hòa), đình làng Hải Yến (phường Phong Hải), đình làng Động Linh (xã Minh Thành). Tại miếu Vu Linh hiện còn các đôi câu đối ca ngợi Phạm Tử Nghi như: Thánh đức linh thiêng, Đông Hải núi sông thiên cổ miếu/ Thần thông chính trực/ xã tắc vững bền bốn mùa hương hay Đức lớn yên dân thiên cổ thịnh/ Công cao hộ quốc vạn niên thường.
Thời Lê trung hưng, thần Phạm Tử Nghi được phong tặng 43 mỹ tự: Linh ứng, Dực vận, Tế nghiệp, Hậu đức, Khuông quốc, Dương uy, Cương nghị, Hùng lược, Quốc an, Dân hùng, Vĩ lược, Phong công, Kình thiên, Pháp tổ, Chính trực, Thông tích, Minh đạt, Cương trực, Uy dũng, Long thịnh, Linh thông, Dũng quả, Thần đoán, Khoan hòa, Anh danh, Phù ứng đại vương, Thượng đẳng phúc thần.
Còn thời Nguyễn, ông được sắc phong với các mỹ tự: Quảng đại, Hoàng Thâm, Chiêu Linh, Hoành Mô, Khuông Hựu, Quang Ý, Dực Bảo Trung Hưng tôn thần